# Cmentarz Stary w Kretyndze
Cmentarz Stary w Kretyndze – stary cmentarz rzymskokatolicki w Kretyndze położony koło kościoła Zwiastowania Najświętszej Marii Panny. 
Główną atrakcją architektoniczną cmentarza jest kaplica grobowa związanej z Kretyngą rodziny Tyszkiewiczów, pochodząca z końca XIX wieku, zbudowana w stylu neogotyckim. 